# Sarcófago de Políxena

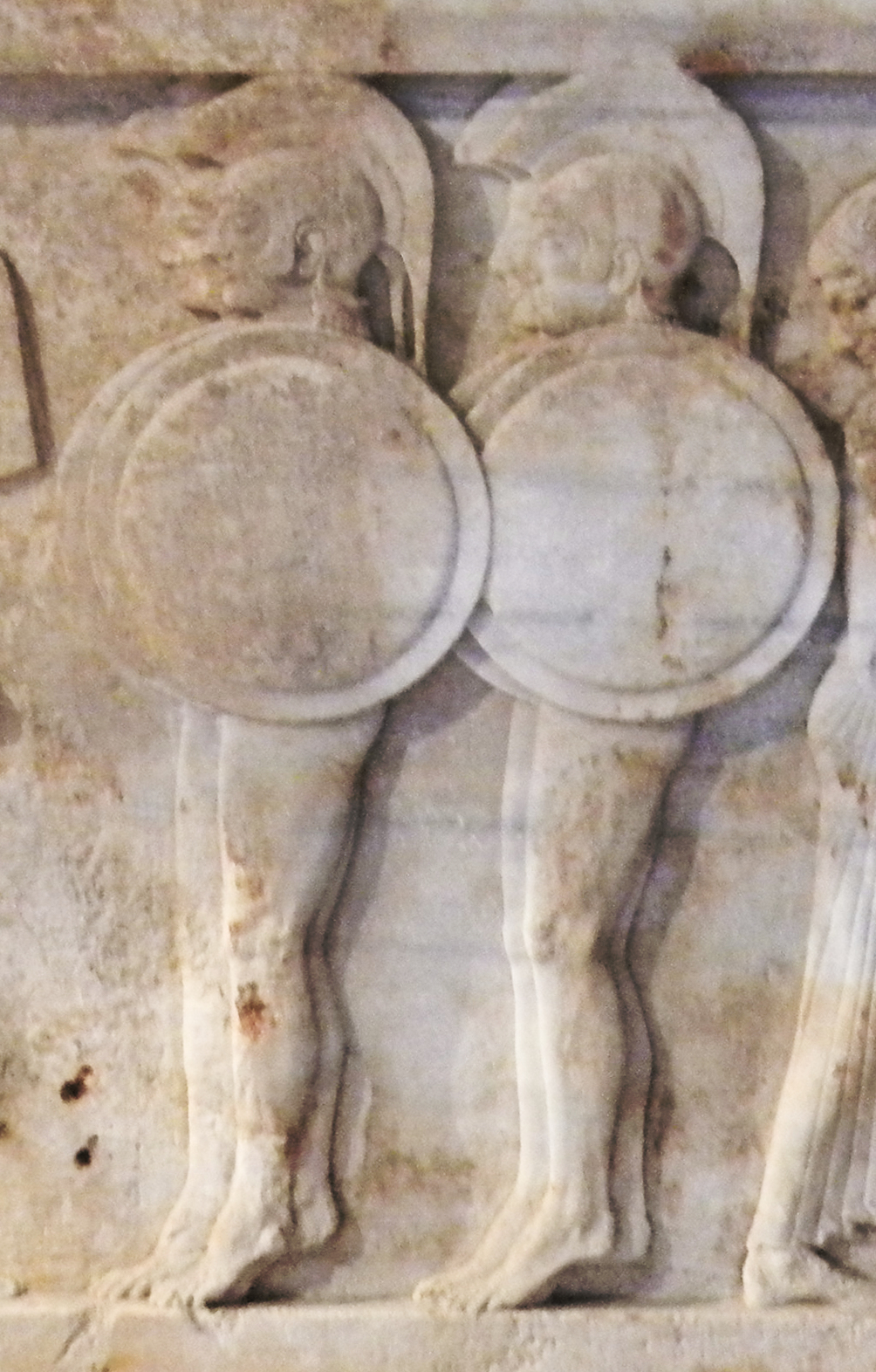
Hoplitas en el sarcófago de Políxena.

El sarcófago de Políxena es un sarcófago de finales del siglo VI a. C. de la Frigia helespóntica, a comienzos del periodo en que se convirtió en una provincia del Imperio aqueménida. El sarcófago fue encontrado en el túmulo Kızöldün, en el valle del río Gránico, cerca de Biga en la provincia de Çanakkale en 1994. El área donde el sarcófago fue encontrado está localizada a medio camino entre Troya y Dascilio, la capital de la Frigia Helespóntica. Se expone en el Museo de Troya.
Es el sarcófago de piedra con relieves figurativos más antiguo jamás encontrado en Asia Menor. El estilo es griego arcaico y data de las últimas dos décadas del siglo VI a. C. (520-500 a. C.), o poco más tarde (500-490 a. C.), basado en el análisis estilístico. Mide 3,32 m de largo, 1,60 m de ancho y 1,78 m de alto y aun contenía dentro los huesos de un hombre de 40 años. Sobre las baldosas de terracota que rodeaban el sarcófago se hallaron los restos del carro fúnebre empleado para transportar el cuerpo al túmulo.
Los relieves representan una celebración funeraria por tres de sus lados, y en el reverso el sacrificio de Políxena, hija del rey de Troya, Príamo, por Neoptólemo delante de la tumba de su padre Aquiles.
La descripción del sacrificio de Políxena puede sugerir un culto al héroe Aquiles, implicando solo sacrificio animal, en el sitio de un antiguo túmulo en la Tróade donde pudo haber sido enterrado. Estrabón (13.1.32) informa que tal culto a Aquiles existió en Tróade:

"Cerca de Sigeium hay un templo y un monumento a Aquiles, y también monumentos a Patroclo y Antíloco. Los ilienses realizan ceremonias sagradas en honor a todos ellos, e incluso a Ayax. Pero no adoran a Hércules, alegando como razón que él devastó su país."

Los hombres mostrados en los relieves son griegos, mientras las mujeres son troyanas.

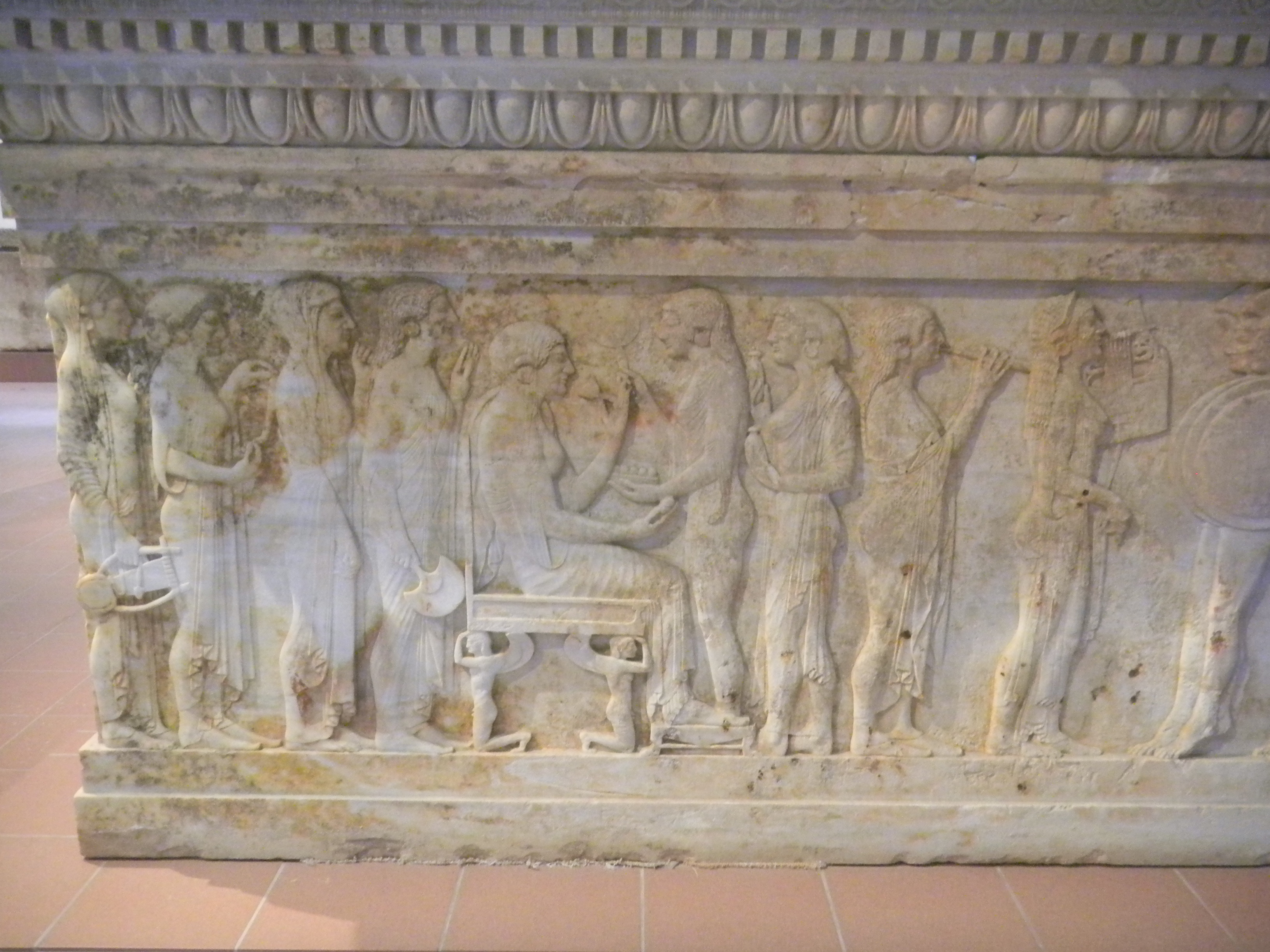
Vista de lado.
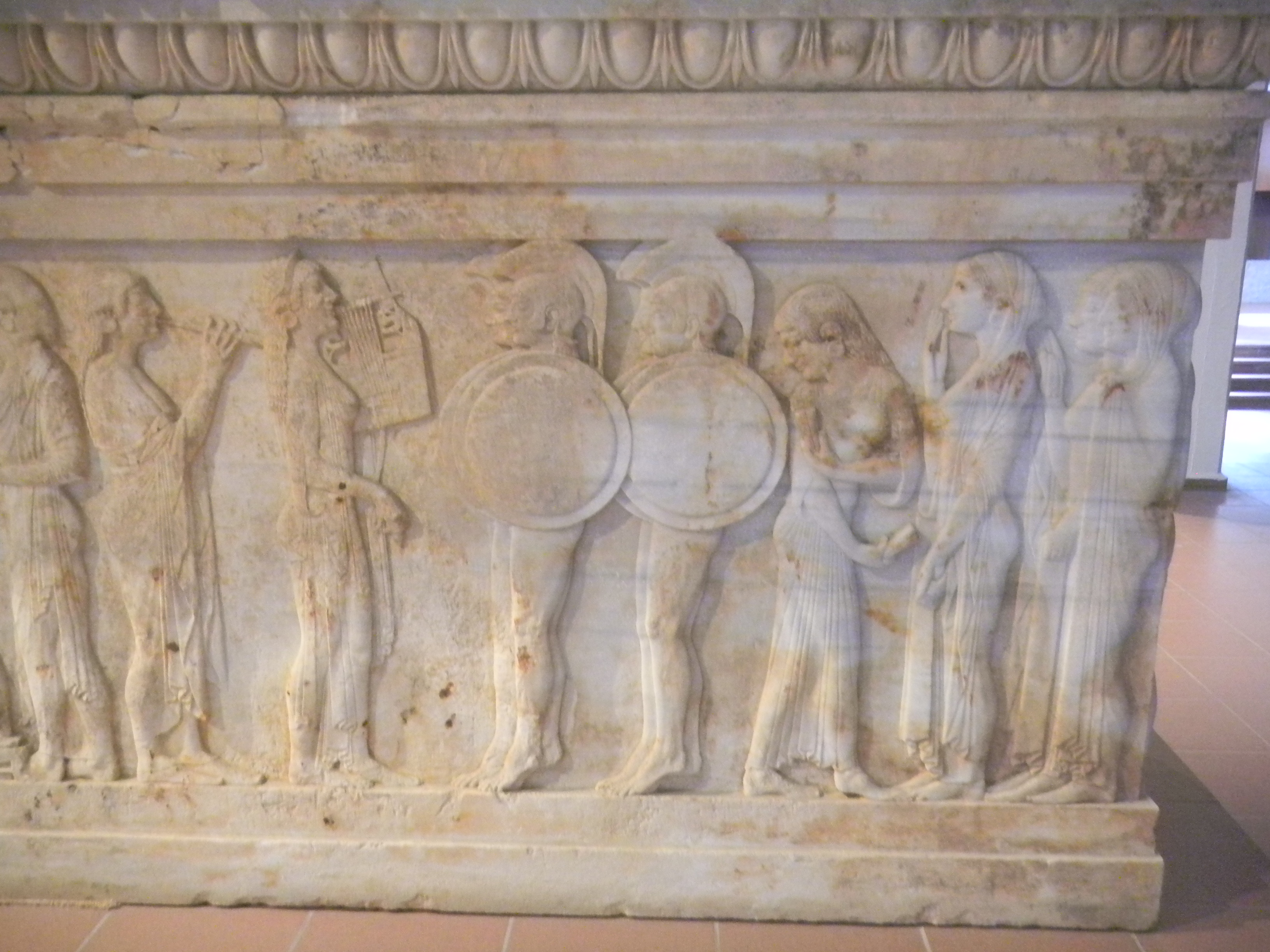
Vista de lado.
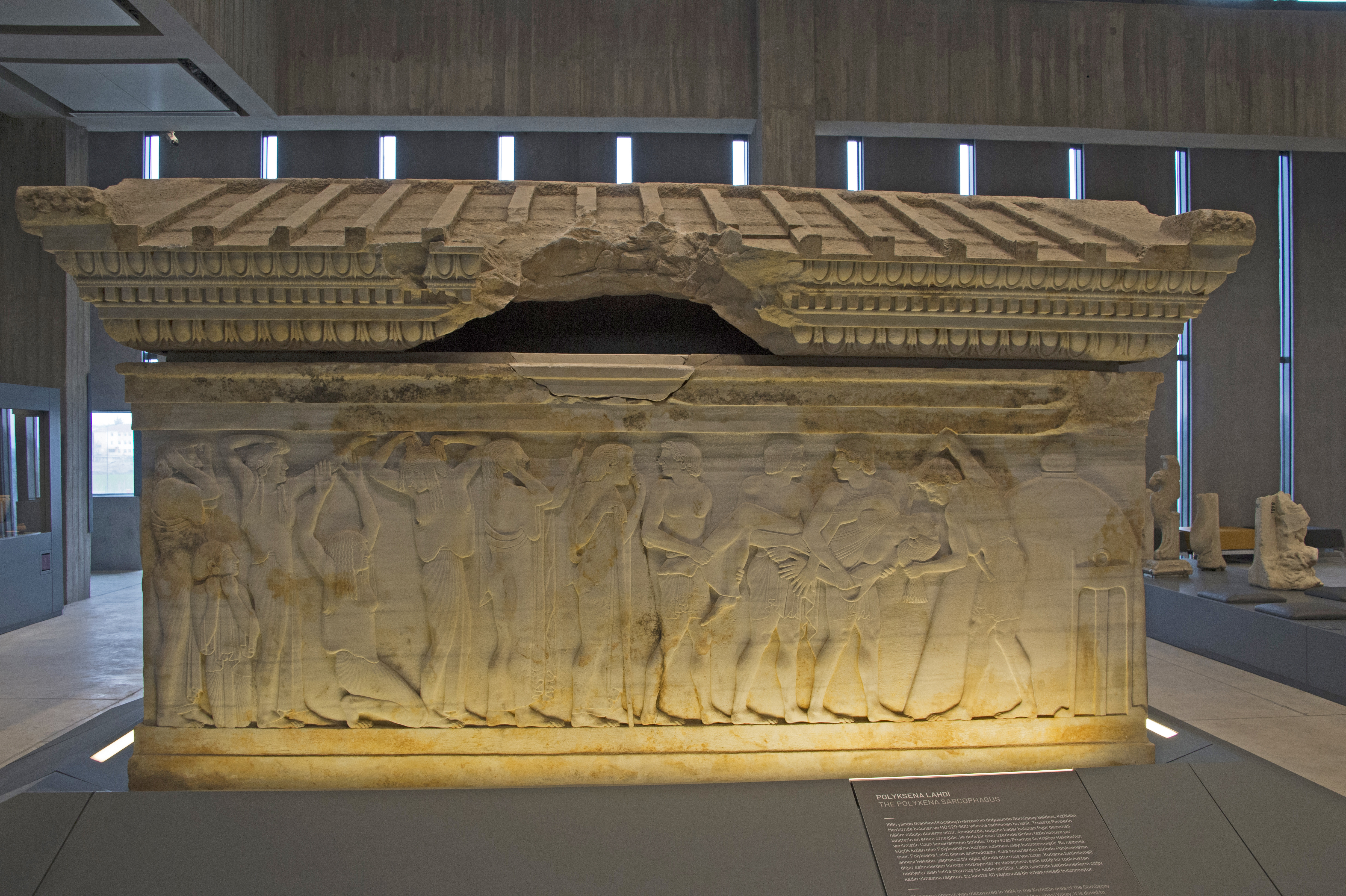
El sacrificio de Políxena en el sarcófago epónimo; el daño en la tapa, con forma de tejado a dos aguas con frontones, indica que fue saqueado en la antigüedad.
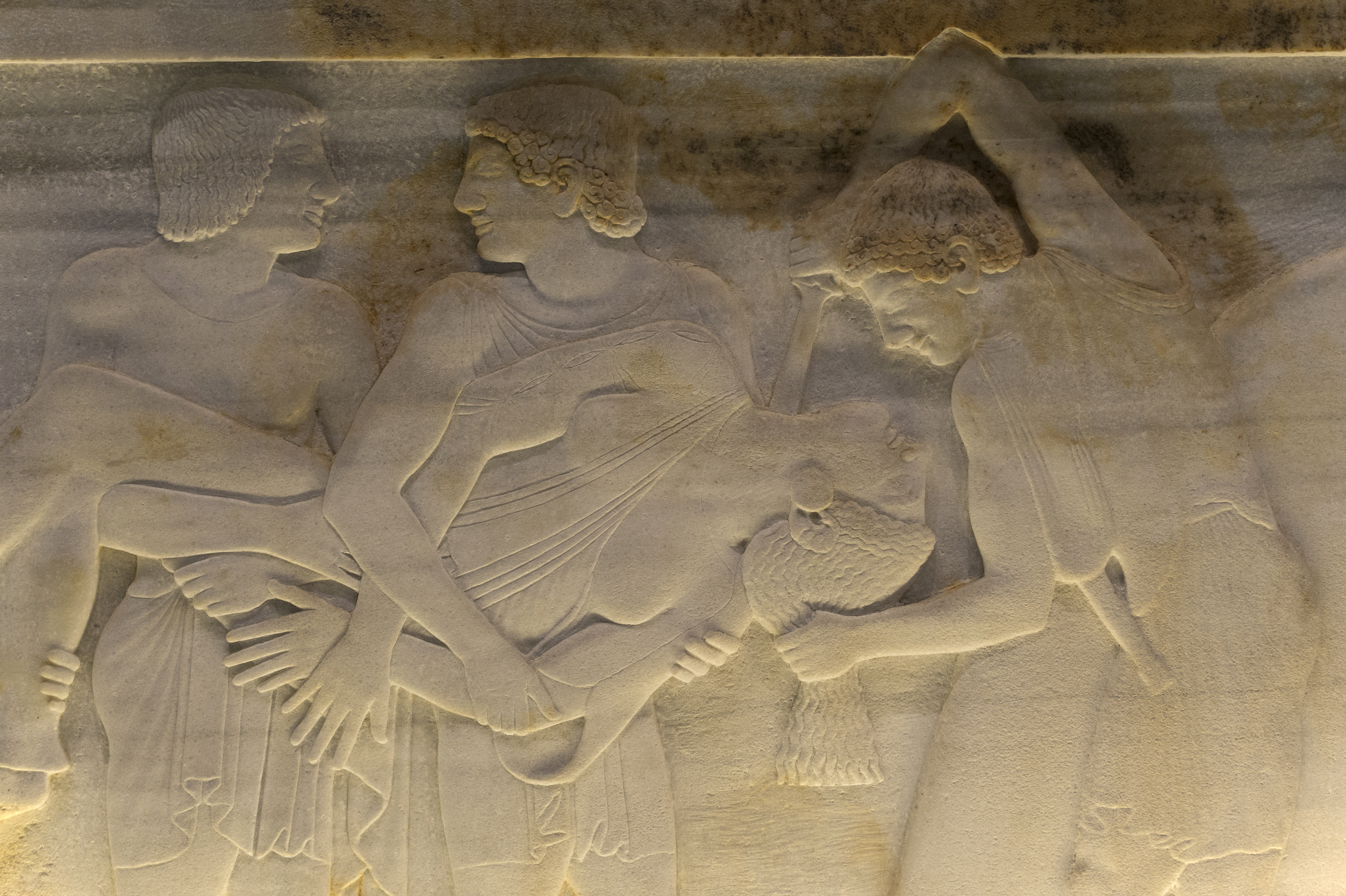
El sacrificio de Políxena en el sarcófago epónimo (detalle).
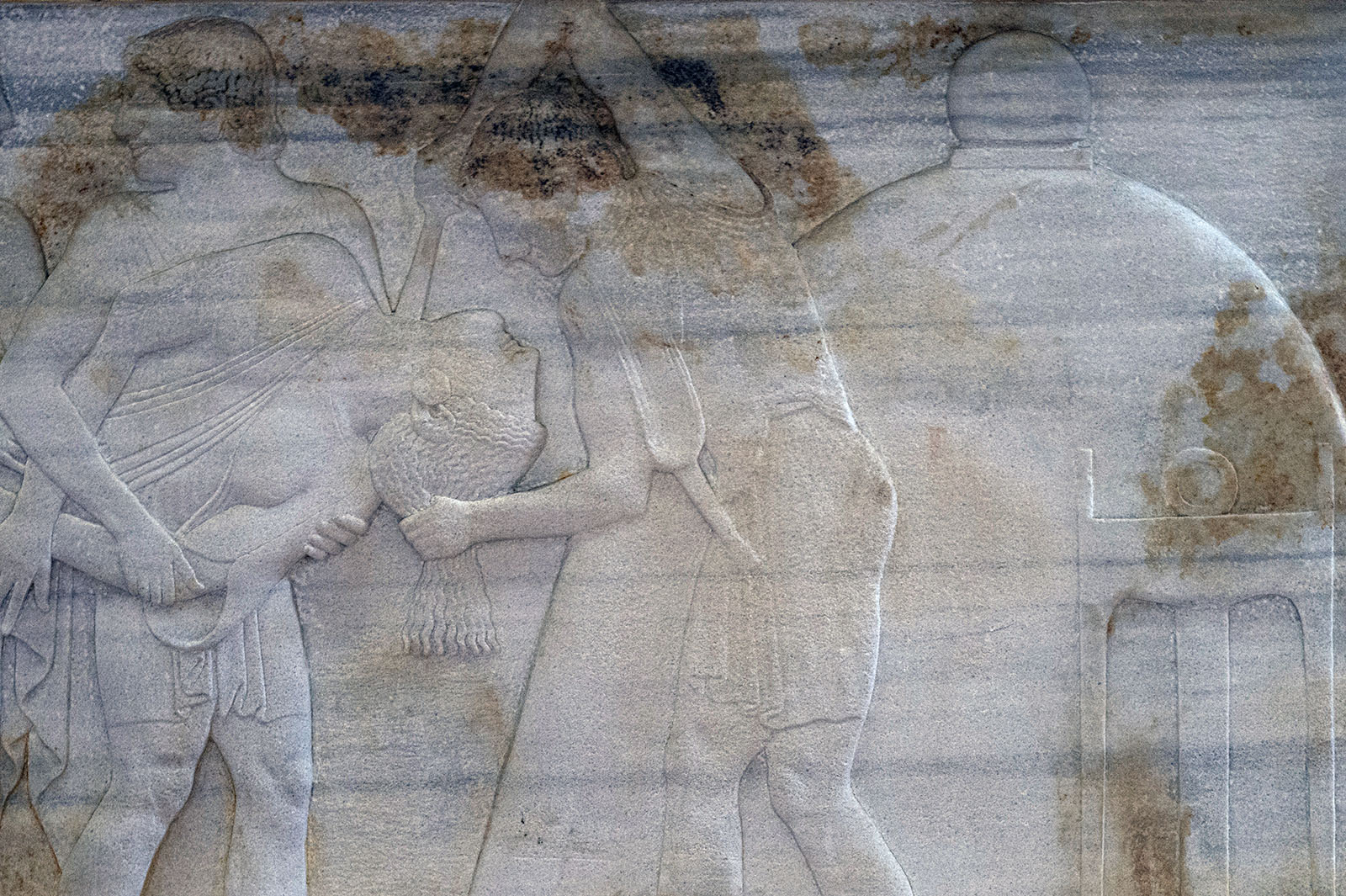
El sacrificio de Políxena ante la tumba de Aquiles con un trípode ritual delante..
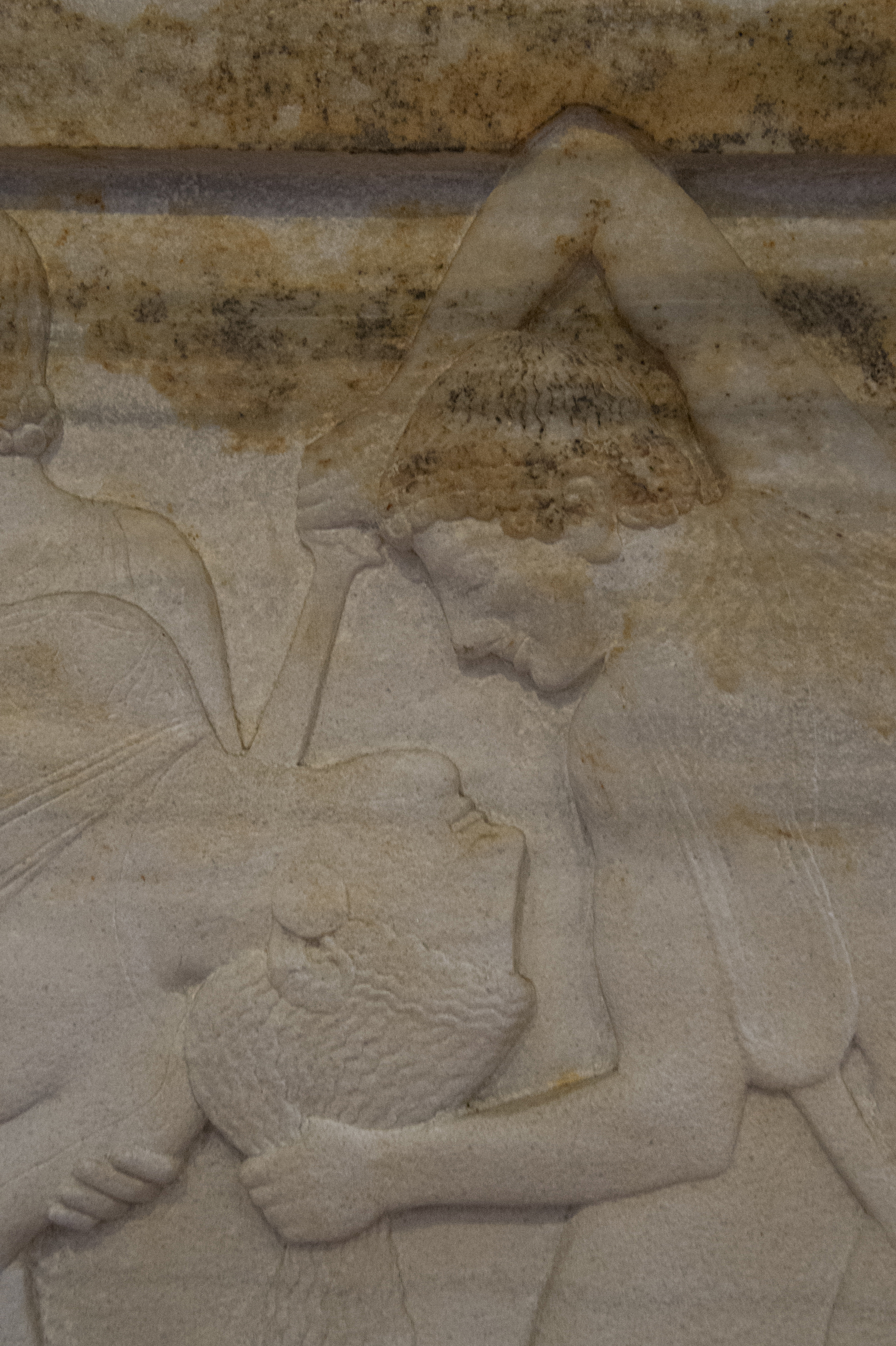
Sacrificio de Políxena y tumba de Aquiles.